# Ottawa Charge
Ottawa Charge je kanadský ženský klub ledního hokeje působící v severoamerické PWHL.

## Historie

### Založení
Dne 29. srpna 2023 bylo oznámeno, že se jedna z prvních šesti organizací nově vzniknuvší PWHL bude nacházet v Ottawě. Dne 2. září bylo oznámeno, že tým bude své domácí zápasy hrát v TD Place Areně. Ve stejný den byl Michael Hirshfeld jmenován generálním manažerem týmu. O 13 dní později, 15. září, se trenérka České reprezentace, Carla MacLeodová, stala hlavní trenérkou týmu.
Prvními třemi hráčkami Montréalu se staly kanadské reprezentantky Emily Clarková, Brianne Jennerová, a Emerance Maschmeyerová, které podepsaly smlouvy s klubem 5. září 2023.
První hráčkou draftovanou Ottawou byla z celkové 5. pozice vybraná Savannah Harmonová. Mezi Češkami draftovanými Ottawou byly obránkyně Aneta Tejralová, vybraná jako celkově 41., a útočnice Kateřina Mrázová, kterou Ottawa vybrala na celkové 44. pozici.
Do první sezóny vstoupila Ottawa, podobně jako zbylých 5 klubů, s neutrálním názvem PWHL Ottawa.

### První sezóna (2024)
Svoje první utkání v PWHL odehrála Ottawa 2. ledna 2024 doma proti Montréalu. Na toto utkání do TD Place Areny zavítalo 8 318 fanoušků, což znamenalo vytvoření nového rekordu v návštěvnosti ženského ligového hokeje.
Dne 18. března uskutečnila Ottawa svůj první trade, když vyměnila Amandu Boulierovou za Terezu Vanišovou z Montréalu.
Po prohře s Torontem v posledním utkání základní části ztratila Ottawa teoretickou šanci na účast v bojích o Walter Cup. První ročník PWHL tak zakončila celkovým 5. místem.

### Druhá sezóna (2024/2025)
Dne 9. září 2024, odhalila Ottawa svoji novou klubovou identitu. Z původní neutrální PWHL Ottawa se stala Ottawa Charge.

## Historické názvy
- 2023 – PWHL Ottawa
- 2024 – Ottawa Charge

## Umístění v jednotlivých sezonách

### Přehled ligové účasti

#### Stručný přehled
- 2024–: PWHL

#### Jednotlivé ročníky
| USA / Kanada (2024 –) |      |        |    |    |    |    |    |    |    |    |        |                                       |
| Sezóny                | Liga | Úroveň | Z  | V  | VP | PP | P  | VG | OG | B  | Pozice | Play-off                              |
| 2024                  | PWHL | 1      | 24 | 8  | 1  | 6  | 9  | 62 | 63 | 32 | 5.     | Klub nepostoupil do play-off          |
| 2024/2025             | PWHL | 1      | 30 | 12 | 2  | 4  | 12 | 71 | 80 | 44 | 3.     | Finále (prohra 1:3 s Minnesota Frost) |

## Češky v Ottawa Charge
| Sezóna    | Hráčky                                               |
| 2024      | Kateřina Mrázová • Aneta Tejralová • Tereza Vanišová |
| 2024/2025 | Kateřina Mrázová • Aneta Tejralová • Tereza Vanišová |